# Belagerung von Syrakus (214–212 v. Chr.)
Koordinaten: 37° 5′ 0″ N, 15° 17′ 0″ O
Saguntum – Lilybaeum II – Rhone – Ticinus – Trebia – Cissa – Trasimenischer See – Ager Falernus – Geronium – Cannae – Nola I – Nola II – Ibera – Cornus – Nola III – Beneventum I – Syrakus – Tarentum I – Capua I – Beneventum II – Silarus – Herdonia I – Obere Baetis – Capua II – Herdonia II – Numistro – Asculum – Tarentum II – Neu Karthago – Baecula – Grumentum – Metaurus – Ilipa – Crotona – Große Felder – Cirta – Zama
Die Belagerung von Syrakus durch die Römer fand von 214 bis 212 vor Christus während des zweiten punischen Krieges statt. Mit der Eroberung der reichen griechischen Handelsstadt endete zugleich die Epoche des Hellenismus auf Sizilien. Mit dem Fall der Stadt erhielten die Römer außerdem die Kontrolle über die ganze Insel, welche nach dem Ende des zweiten punischen Krieges zur ersten römischen Provinz erhoben wurde. Während der langen Belagerung setzten die Griechen unter anderem Waffen des großen Mathematikers Archimedes ein. Archimedes wurde, obwohl der römische Feldherr Marcellus befohlen hatte, sein Leben zu schonen, von einem Soldaten bei der Erstürmung der Stadt erschlagen.

## Vorgeschichte
Sizilien wurde den Karthagern während des ersten punischen Krieges von den Römern entrissen. Das Königreich von Syrakus im Südosten der Insel war lange Zeit ein römischer Verbündeter, insbesondere während der Regierungszeit Hiero II., stellte jedoch auch das letzte Hindernis für die Gesamtkontrolle über die Insel dar.
Mit dem Tod Hieros und der Thronbesteigung seines Enkels Hieronymus wurden die Stimmen in Syrakus gegenüber Rom jedoch kritischer. Hieronymus geriet, insbesondere durch die Fürsprache zweier Onkel, unter den Einfluss einer anti-römischen Partei, wie auch große Teile der Elite von Syrakus, und stellte sich auf die Seite der Karthager im zweiten punischen Krieg. Trotz der Ermordung von Hieronymus und der Entmachtung der pro-karthagischen Eliten rüsteten die Römer für einen Krieg gegen Syrakus, um den weiteren Fortbestand der Allianz zwischen Syrakus und Karthago dauerhaft zu verhindern.
Nach dem Scheitern diplomatischer Vermittlungsversuche brach 214 v. Chr., inmitten des zweiten punischen Krieges, der offene Konflikt zwischen beiden Parteien aus. Römische Streitkräfte unter dem General Marcus Claudius Marcellus begannen unmittelbar nach der Kriegserklärung mit der Belagerung der Stadtmauern und Errichtung einer Seeblockade. Syrakus konnte jedoch durch gut ausgebaute Befestigungsanlagen und mit der Hilfe von Archimedes allen anfänglichen Angriffen widerstehen.

## Die Belagerung
Als es offensichtlich wurde, dass die Stadt von der Landseite her nur schwerlich einzunehmen sei, begannen die Römer mit der Belagerung von der Seeseite. Hierfür bauten sie schwimmende Belagerungstürme sowie Schiffe, die Strickleitern auf die Stadtmauer schleuderten. Um diese Angriffe abzuwehren, konstruierte Archimedes diverse Verteidigungsmaschinen. Unter anderem einen Kran, die so genannte Kralle von Archimedes, Katapulte und angeblich Spiegel, welche gebündeltes Sonnenlicht dazu nutzten, die Segel der römischen Schiffe zu entzünden. Neben diesen Waffen kamen noch Onager und Ballisten zum Einsatz, die in Kombination mit den anderen von Archimedes konstruierten Maschinen die Römer lange Zeit davon abhielten, einen direkten Angriff auf die Stadt zu wagen. Der römische Feldherr Marcellus sagte irgendwann entnervt: „Wir sollten endlich damit aufhören, uns mit dem Mathematiker zu streiten.“

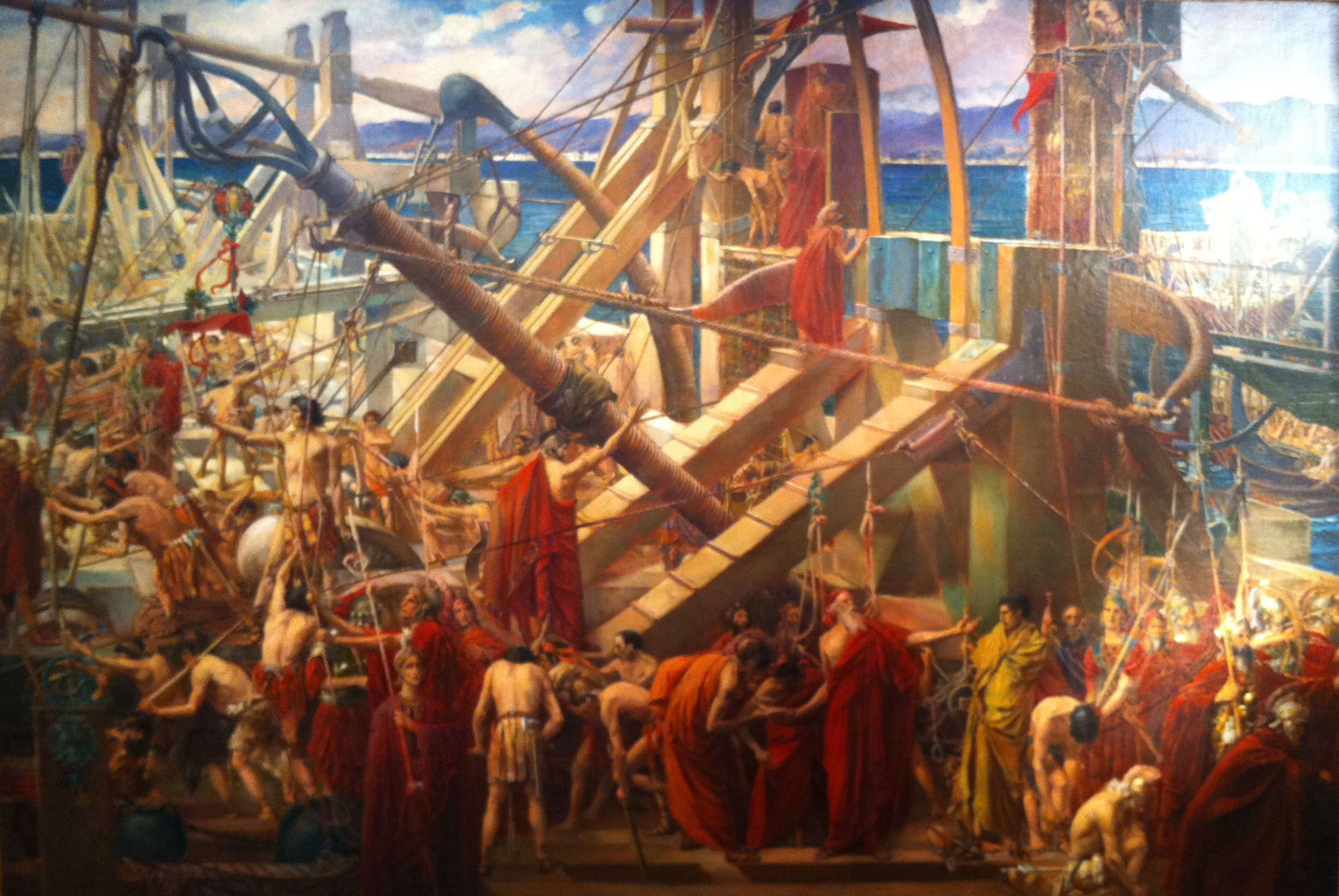
Archimedes leitet den Einsatz der von ihm entworfenen Katapulte. Illustration von 1895 von Thomas Ralph Spence.

Die Belagerung entwickelte sich aufgrund der starken Verteidigungsanlagen nun immer mehr zu einer Pattsituation. Den Römern gelang es nicht, die Stadt zu stürmen, die Belagerten allein waren zu schwach, um einen wirkungsvollen Ausbruch durchzuführen. Auch waren die Karthager nicht in der Lage, ihren Verbündeten militärische Unterstützung zu ermöglichen. Durch den noch andauernden Konflikt mit den Römern in Spanien war ein Großteil ihrer Truppen an anderen Kriegsschauplätzen gebunden.

## Ende der Belagerung
Im Jahre 212 v. Chr. erhielten die Römer von einem Überläufer die Information, dass die Bewohner von Syrakus ihr jährliches Fest zu Ehren der Artemis feierten. Da während des Festes die Wachmannschaften offenbar nur schwach besetzt waren und die Bewohner der Stadt sich aufgrund ihrer starken Verteidigung in Sicherheit wiegten, gelang es einer kleinen Gruppe römischer Soldaten, des Nachts die Mauern zu erklimmen. Nachdem sie die wenigen Wachen getötet hatten, öffneten sie der Hauptmacht des Belagerungsheeres die Stadttore.

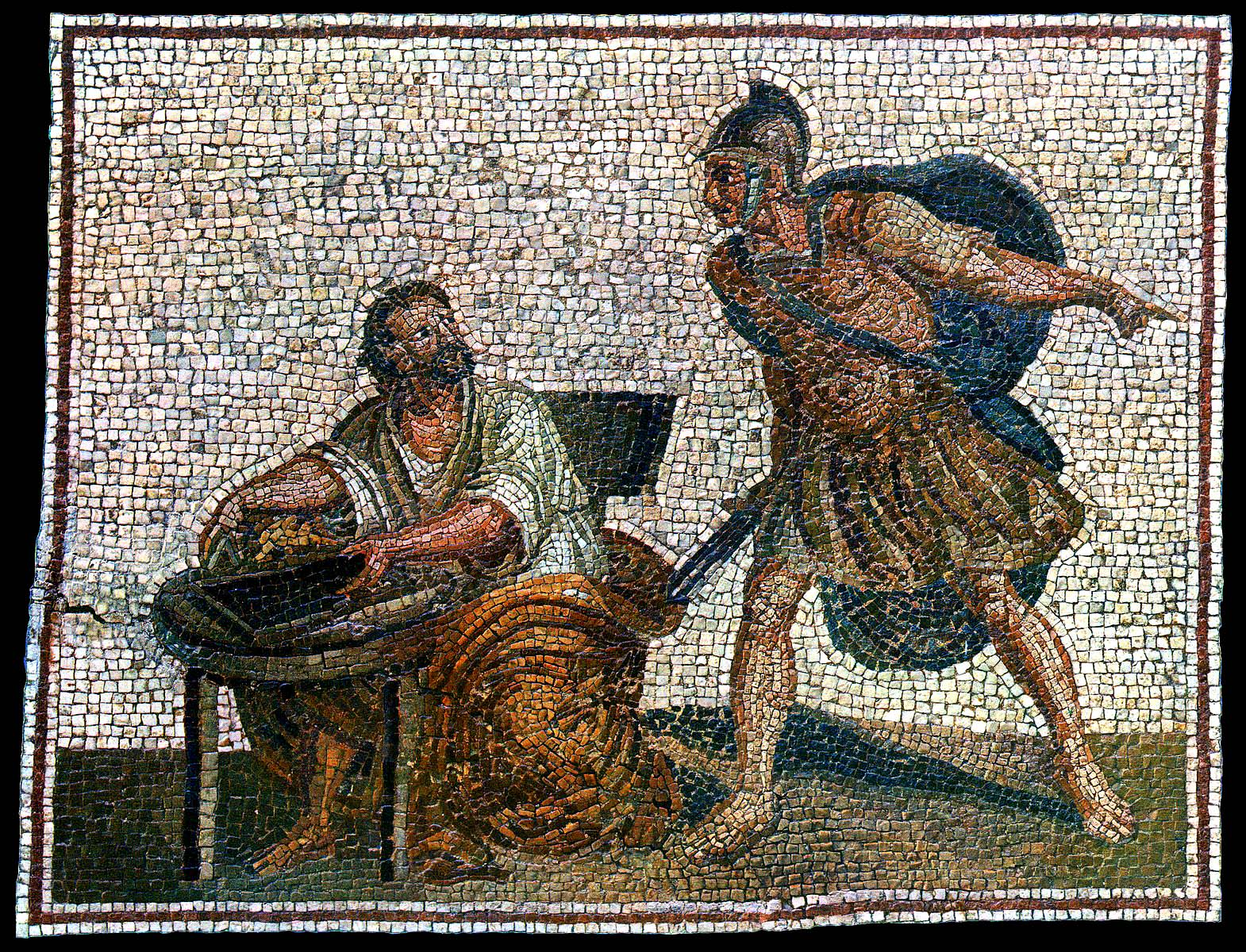
Archimedes kurz vor seinem Tod mit einem römischen Soldaten. Kopie eines römischen Mosaiks.

Obwohl Marcellus befohlen hatte, Archimedes, den er als Mathematiker und als Konstrukteur der Verteidigungsanlagen schätzte, nicht zu töten, wurde er von einem römischen Soldaten, der ihn nicht erkannte, erschlagen. Der 78-jährige Erfinder war der Legende nach gerade mit mathematischen Berechnungen beschäftigt, als er aufgefordert wurde, diese zu unterbrechen. Dem Befehl nicht Folge leistend wurde er auf der Stelle erschlagen. („Störe meine Kreise nicht!“)
Nachdem die Römer die äußeren Stadtmauern erstürmt hatten, zog sich ein Teil der Bevölkerung in die stark befestigte Zitadelle zurück. Nach achtmonatiger Belagerung kapitulierte schließlich auch dieser letzte Zufluchtspunkt. Obwohl ein syrakusischer Unterhändler um freien Abzug gebeten hatte, ermordeten die Römer einen Großteil der überlebenden, von Hunger und Krankheiten gezeichneten Bewohner und versklavten die restlichen. Sämtliche Kunstschätze der Stadt wurden geplündert und nach Rom geschafft.

## Auswirkungen
Mit der Eroberung von Syrakus erlangten die Römer die Kontrolle über ganz Sizilien und schufen gleichzeitig die erste Provinz des Imperium Romanum. Die Insel sollte sich als wichtiger Stützpunkt und Nachschubbasis für die Kriege gegen Spanien und Griechenland erweisen.
Die Stadt Syrakus selbst wurde nach der Beendigung des zweiten punischen Krieges wieder aufgebaut und erlangte ihre Bedeutung als Handelsstadt wieder.

## Mediale Rezeption
- Cabiria: 1914 gedrehter italienischer Spielfilm von Giovanni Pastrone
- Die Belagerung von Syrakus:  1960 gedrehter italienischer Spielfilm von Pietro Francisci
- Heureka: ein Manga von Hitoshi Iwaaki von 2001/2002
- Im Expansion-Set Rise of Rome des Age of Empires Computerspiels wird die Belagerung behandelt